# Hillsboro (Illinois)
Pour les articles homonymes, voir Hillsboro.
Hillsboro est une ville de l'Illinois, siège du comté de Montgomery aux États-Unis. Elle est peuplée de 6,207 habitants selon le recensement de 2010.